# Hélène Comnène-Doukas
Hélène Comnène-Doukas, en grec moderne : Ἑλένη Ἀγγελίνα Κομνηνή,  est la fille du Sébastokrator grec Jean Ier Doukas, souverain de Thessalie, vers 1268-1289, et d'une princesse grecque d'origine aroumaine, connue seulement par son nom monastique, Hypomone,.
En 1275, l'empereur byzantin Michel VIII Paléologue envoie une importante armée pour soumettre son père récalcitrant. L'armée byzantine assiège la capitale de Jean, Neopatras, mais celui-ci parvient à s'enfuir et à demander l'aide du duc d'Athènes, Jean Ier de La Roche (r. 1263-1280). Jean Ier apporte l'aide nécessaire au Sébastokrator, en échange du mariage d'Hélène avec son frère, Guillaume Ier de La Roche, futur duc d'Athènes (r. 1280-1287). Le duché acquiert également les villes de Sidirókastro, Zitoúnion, Graviá et Gardikhi, avec la dot.
Le couple a un fils, Guy II de La Roche (r. 1287-1308).
Après la mort de Guillaume, Hélène  fait office de régente pour son fils mineur jusqu'à sa majorité. En 1289, elle refuse de reconnaître la suzeraineté du nouveau prince d'Achaïe, Florent de Hainaut, et le roi angevin de Naples, Charles II, en tant que seigneur commun de tous les États francs de Grèce, doit la contraindre à se soumettre. En 1291, elle épouse Hugues de Brienne, comte de Lecce
, qui devient le bailli du duché d'Athènes. Cela permet à Hélène de contester une fois de plus la suzeraineté d'Achaïe, et d'insister sur son droit de rendre hommage directement au roi de Naples. Charles II vacille, mais finalement Florent de Hainaut l'emporte, et lorsque Guy II d'Athènes atteint sa majorité, en 1296, il reconnait Florent et son épouse, Isabelle de Villehardouin, comme ses vassaux.